# Ембер Л. Холлібо
Ембер Л. Холлібо (20 червня 1946 – 20 жовтня 2023)  – американська повія, письменниця, режисерка та активістка, яка займалася політикою робітничого класу, правами лесбійок та фемінізмом. Колишня виконавча директорка Queers for Economic Justice, старша активістка, почесна співробітнеця Центру досліджень жінок Барнарда. Голлібо з гордістю назвала себе «лесбійською секс-радикалкою, колишньою повією, яка пережила інцест, циганкою, білим бидлом».

## Біографія

### Раннє життя
Холлібо була донькою рома та ірландсько-американки. Її батько виріс, подорожуючи в караванах, і він, і її бабуся зазнавали переслідувань і таврування з боку Ку-клукс-клану. Бідне виховання Голлібо на робочому місці стало центральним у її організаторській роботі, допомагаючи їй налагоджувати зв’язки з людьми в сільській місцевості та невеликих містах і запроваджуючи необхідний інтерсекційний підхід до її творів про права гомосексуальних людей. Холлібо їздила автостопом всією країною, займалася проституцією і організовувала SNCC і United Farm Workers.

### Активізм
Після переїзду до Канади наприкінці 1960-х Холлібо була лідеркою канадського руху за права на аборти. У 1978 році Холлібо приєдналася до команди, яка виступала проти Ініціативи Бріггса в Каліфорнії, допомагаючи скасувати одну з перших серйозних законодавчих атак на громадянські права ЛГБТ. Того ж року разом із Алланом Берубе та іншими вона співзаснувала Проєкт історії лесбійок і геїв у Сан-Франциско.
Коли дискурс про сексуальність у феміністичних і лесбофеміністичних рухах піднявся наприкінці 1970-х, Холлібо була значним голосом на підтримку сексуального звільнення та проституції. Холлібо, разом із письменницею та організаторкою Черрі Морага, є співавторкою твору «What We're Rollin' around in Bed With», який часто цитується та обговорюється у суперечливому «Питання сексу» в журналі «Єресі: феміністська публікація про мистецтво та політику». Холлібо була доповідачкою на конференції Барнарда з питань сексуальності 1982 року, яка стала ключовою подією в тому, що згодом стане відомою як феміністичні секс-війни. Холлібо написала про маргіналізацію, якої вона зазнала згодом через те, що вона була колишньою повією та за її участь у садомазохістській спільноті. 

### Кіновиробництво
Холлібо була режисеркою і співпродюсеркою разом з Джіні Ретікер стрічки «Серце справи», 60-хвилинного документального фільму про незрозумілі повідомлення, які студентки отримують про сексуальність і захворювання, що передаються статевим шляхом, такі як СНІД.   Фільм отримав нагороду за свободу вираження на кінофестивалі Sundance 1994 року та відбувся прем'єрою для національної аудиторії на PBS. 
У 1990-х Холлібо стверджувала, що американський лібералізм перебуває в хаотичному стані, але шукає вказівок у лівих, як змінити себе. Стаффорд проаналізувала свої мемуари «Мої небезпечні бажання» (2000) з точки зору жіночих лесбійських наративів.
У 2002 році Дженроуз Фіцджеральд обговорював есе Холлібо та Сінгха 1999 року «Сексуальність, праця та новий тред-юніонізм у соціальному тексті». Фіцджеральд каже, що їхня презентація стосунків між сексуальною політикою та робітничим рухом запропонувала робітничий рух, «який братиметься за проблеми імміграції, расизму, охорони здоров’я та нюансів економічної нерівності разом із більш масовими проблемами праці та «правами ЛГБТ». 
У працях Холлібо про сексуальність вона заявила, що «немає людської надії без обіцянки екстазу».
Меріл Альтман каже, що Холлібо була «потужною організаторкою, дуже тонкою проникливою письменницею і блискучою теоретикинею».
У 2012 році Холлібо отримала премію Vicki Sexual Freedom Award від Фонду свободи Вудгалла.
Холлібо була головною директоркою Служби для жінок похилого віку та ЛГБТ в Центрі охорони здоров’я Говарда Брауна в Чикаго. Вона була директоркою з освіти, адвокації та розбудови спільноти в Services &amp; Advocacy for GLBT Elders (SAGE), нью-йоркській програмі, присвяченій освіті, адвокації та громадській організації для лесбійок, геїв, бісексуальних людей і трансгендерів старшого віку.

### Смерть
Ембер Л. Холлібо померла від ускладнень діабету в Брукліні, штат Нью-Йорк, 20 жовтня 2023 року у віці 77 років.

## Публікації

### Книги
- Hollibaugh, Amber (2000). My dangerous desires: a queer girl dreaming her way home. Durham, North Carolina: Duke University Press. ISBN 9780822326250.
  - Altman, Meryl (January 2001). Sexual politics (reviewed work: My Dangerous Desires: A Queer Girl Dreaming Her Way Home). The Women's Review of Books. 18 (4): 13—14. doi:10.2307/4023585. JSTOR 4023585.
  - Craig, Ailsa (October 2003). My Dangerous Desires: A Queer Girl Dreaming Her Way Home (Book Review). Archives of Sexual Behavior. 32 (5): 487—488. doi:10.1023/A:1025624316532.
  - Kramp, Michael (Spring 2002). My Dangerous Desires: A Queer Girl Dreaming Her Way Home (Book Review). Rocky Mountain Review. 56 (1). Архів оригіналу за 27 червня 2010. Pdf.
  - Millard, Elizabeth (November–December 2000). My Dangerous Desires: A Queer Girl Dreaming Her Way Home (Book Review). Foreword Reviews.

### Статті та нариси
- Hollibaugh, Amber; Moraga, Cherríe (1983), What we're rollin around in bed with: sexual silences in feminism, у Snitow, Ann; Stansell, Christine; Thompson, Sharon (ред.), Powers of desire: the politics of sexuality, New York: Monthly Review Press, с. 394–405, ISBN 9780853456100.
- Hollibaugh, Amber (1996), Desire for the future: radical hope in passion and pleasure, у Jackson, Stevi; Scott, Sue (ред.), Feminism and sexuality: a reader, New York: Columbia University Press, с. 224—229, ISBN 9780231107082.
- Hollibaugh, Amber; Singh, Nikhil Pal (Winter 1999). Sexuality, labor, and the new trade unionism. Social Text. 61 (61): 73—88. JSTOR 488680.
- Hollibaugh, Amber L. (2004). Sex to gender, past to present, race to class, now to future. GLQ: A Journal of Lesbian and Gay Studies. 10 (2): 261—265. doi:10.1215/10642684-10-2-261.
- Hollibaugh, Amber; English, Deirdre; Rubin, Gayle (June 1982). Talking sex: a conversation on sexuality and feminism. Feminist Review. 11 (11): 40—52. doi:10.1057/fr.1982.15. JSTOR 1394826.

## Статті
- Crimp, Douglas (Winter 1987). The second epidemic. October. 43: 127—142. doi:10.2307/3397568. JSTOR 3397568. Amber Hollibaugh; Mitchell Karp; and Katy Taylor interviewed by Douglas Crimp.